# Marnick Vermijl
Marnick Danny Vermijl (* 13. Januar 1992 in Peer) ist ein belgischer Fußballspieler.

## Karriere

### Verein
Nach Stationen in der Jugend in Bocholt und Lüttich wechselte Vermijl im Sommer 2010 zu Manchester United. Hier spielt er seitdem in der Reservemannschaft in der Professional Development League, die er in der Saison 2012/13 auch gewann. Zur Saison 2013/14 wurde er in die 1. Niederländische Liga der Eredivisie zum NEC Nijmegen ausgeliehen. Er absolvierte 28 Spiele in der Eredivisie und schoss dabei drei Tore. Nijmegen stieg in dieser Saison in die Eerste Divisie ab. Im Sommer 2014 kehrte er nach Manchester zurück.
Am 2. Februar 2015 wechselte Vermijl zu Sheffield Wednesday. Er erhielt einen Vertrag bis zum 30. Juni 2018.
Vermijl wurde im August 2015 an Ligakonkurrenten Preston North End verliehen. Ursprünglich sollte Vermijl nach Ablauf der Spielzeit 2015/16, wieder zu Sheffield Wednesday zurückkehren. Am 31. August wurde er fest von Preston North End verpflichtet. Vermijl unterschrieb einen Vertrag bis zum 30. Juni 2019. In dieser Zeit wurde er zwei Mal ausgeliehen zu Scunthorpe United und in die Eerste Divisie der zweithöchsten Spielklasse in den Niederlanden zum MVV Maastricht.
Der MVV Maastricht nahm ihn für die folgende Spielzeit 2019/20 fest unter Vertrag. Im Sommer wechselte in seine belgische Heimat zum KVV Thes Sport in die 1. Division Amateure (3. Liga).

### Nationalmannschaft
Aktuell spielt Vermijl für die U-21 von Belgien. Er war im Kader der U-19 für die U-19-Fußball-Europameisterschaft 2011 in Rumänien. Hier absolvierte er zwei Spiele und erzielte einen Treffer. Sein Team schied in der Vorrunde aus.

## Erfolge
- Professional Development League: 2012/13 und 2014/15

## Sonstiges
Sein jüngerer Bruder Laurens Vermijl ist ebenfalls Fußballspieler. Er spielt derzeit gemeinsam mit seinem Bruder bei KVV Thes Sport.